# Нерівність Гельдера
Нерівність Гельдера в функціональному аналізі і суміжних дисциплінах — це фундаментальна властивість просторів {\displaystyle L^{p}}.

## Формулювання
Нехай {\displaystyle (X,{\mathcal {F}},\mu )} — простір з мірою, {\displaystyle L^{p}\equiv L^{p}(X,{\mathcal {F}},\mu )} — простір функцій вигляду {\displaystyle f:X\to \mathbb {R} } із скінченним інтегровним {\displaystyle p}-им степенем.
Тоді в останньому визначена норма
{\displaystyle \|f\|_{p}=\left(\;\int \limits _{X}|f(x)|^{p}\,\mu (dx)\;\right)^{1/p},\qquad p\geq 1.}
Нехай
{\displaystyle f\in L^{p},\quad g\in L^{q},\quad p,q\geq 1,\quad {\frac {1}{p}}+{\frac {1}{q}}=1.}
Тоді
{\displaystyle f\cdot g\in L^{1},\quad \|f\cdot g\|_{1}\leq \|f\|_{p}\cdot \|g\|_{q}}

## Доведення

### Лема
Нехай {\displaystyle \phi :[0,\infty )\to [0;\infty )} — неперервна строго зростаюча функція. Тоді існує обернена функція {\displaystyle \phi ^{-1}} і тоді для всіх додатних {\displaystyle a} і {\displaystyle b:}
{\displaystyle ab\leq \int _{0}^{a}\phi (x)dx+\int _{0}^{b}\phi ^{-1}(y)dy.}
Нерівність переходить у рівність тоді і лише тоді якщо {\displaystyle b=\phi (a).} Для розуміння доведення достатньо просто намалювати з довільною {\displaystyle \phi .}

### Власне доведення
Доведення нерівності Гельдера покладається на такий факт:
для всіх {\displaystyle p\in (1,\infty )} і для будь-яких додатних сталих {\displaystyle a} і {\displaystyle b,}
| {\displaystyle ab\leq {\frac {a^{p}}{p}}+{\frac {b^{p'}}{p'}},} | (1) |

де {\displaystyle {\frac {1}{p}}+{\frac {1}{p'}}=1,} тобто {\displaystyle p^{'}={\frac {p}{p-1}}.}
Для {\displaystyle p=p^{'}=2} нерівність очевидна: оскільки {\displaystyle (a-b)^{2}\geq 0} і звідси {\displaystyle a^{2}-2ab+b^{2}\geq 0,} з цього {\displaystyle ab\leq {\frac {a^{2}}{2}}+{\frac {b^{2}}{2}}.}
Доведемо нерівність у загальному випадку. Використаємо лему наведену вище. Візьмімо {\displaystyle \phi (x)=x^{p-1}.} Оскільки {\displaystyle p>1} маємо {\displaystyle \phi (0)=0} і {\displaystyle \phi } є неперервною і строго висхідною функцією. Отже, {\displaystyle \phi ^{-1}(y)=y^{\frac {1}{p-1}}} і з леми ми отримуємо 
{\displaystyle ab\leq \int _{0}^{a}x^{p-1}dx+\int _{0}^{b}y^{\frac {1}{p-1}}dy={\frac {a^{p}}{p}}+{\frac {b^{p'}}{p'}}.}
Видно, що нерівність переходить у рівність тоді і лише тоді коли {\displaystyle b=a^{p-1},} що тотожно до {\displaystyle b^{p'}=a^{p'(p-1)}=a^{p}.}
Покладемо {\displaystyle a={\frac {|x_{i}|}{d_{p}(x,0)}}} і {\displaystyle b={\frac {|y_{i}|}{d_{p'}(y,0)}}.} Завдяки (1) ми знаходимо
{\displaystyle {\frac {|x_{i}y_{i}|}{d_{p}(x,0)d_{p'}(y,0)}}\leq {\frac {|x_{i}|^{p}}{p[d_{p}(x,0)]^{p}}}+{\frac {|y_{i}|^{p'}}{p'[d_{p'}(y,0)]^{p'}}},}
і звідси, беручи суму по всіх {\displaystyle i} від 1 до {\displaystyle n,}
{\displaystyle {\frac {\Sigma _{i=1}^{n}|x_{i}y_{i}|}{d_{p}(x,0)d_{p'}(y,0)}}\leq {\frac {\Sigma _{i=1}^{n}|x_{i}|^{p}}{p[d_{p}(x,0)]^{p}}}+{\frac {\Sigma _{i=1}^{n}|y_{i}|^{p'}}{p'[d_{p'}(y,0)]^{p'}}}={\frac {1}{p}}+{\frac {1}{p'}}=1.}
Отже, {\displaystyle \Sigma _{i=1}^{n}|x_{i}y_{i}|\leq d_{p}(x,0)d_{p'}(y,0),} що і потрібно було довести.

## Часткові випадки

### Нерівність Коші — Буняковского
Поклавши {\displaystyle p=q=2}, отримуємо Нерівність Коші—Буняковского для простору {\displaystyle L^{2}}.

### Евклідів простір
Розглянемо Евклідів простір {\displaystyle E=\mathbb {R} ^{n}} або {\displaystyle \mathbb {C} ^{n}}. {\displaystyle L^{p}}-норма у цьому просторі має вигляд:
{\displaystyle \|x\|_{p}=\left(\sum \limits _{i=1}^{n}|x_{i}|^{p}\right)^{1/p},\;x=(x_{1},\ldots ,x_{n})^{\top }},
тоді: {\displaystyle \sum \limits _{i=1}^{n}|x_{i}\cdot y_{i}|\leq \left(\sum \limits _{i=1}^{n}|x_{i}|^{p}\right)^{1/p}\cdot \left(\sum \limits _{i=1}^{n}|y_{i}|^{q}\right)^{1/q},\quad \forall x,y\in E}.

### Простір lp
Нехай {\displaystyle X=\mathbb {N} ,\,{\mathcal {F}}=2^{\mathbb {N} },\,m} — скінченна міра на {\displaystyle \mathbb {N} }. Тоді множина всіх послідовностей {\displaystyle \{x_{n}\}_{n=1}^{\infty }}, таких що
{\displaystyle \|x\|_{p}=\sum _{i=1}^{\infty }|x_{n}|^{p}<\infty },
називається {\displaystyle l^{p}}. Нерівність Гельдера для цього простору має вигляд:
{\displaystyle \sum \limits _{n=1}^{\infty }|x_{n}\cdot y_{n}|\leq \left(\sum \limits _{n=1}^{\infty }|x_{n}|^{p}\right)^{1/p}\cdot \left(\sum \limits _{n=1}^{\infty }|y_{n}|^{q}\right)^{1/q},\quad \forall x\in l^{p},y\in l^{q}}.

### Ймовірнісний простір
Нехай {\displaystyle (\Omega ,{\mathcal {F}},\mathbb {P} )} — ймовірнісний простір. Тоді {\displaystyle L^{p}(\Omega ,{\mathcal {F}},\mathbb {P} )} складається з випадкових величин із скінченним {\displaystyle p}-м моментом: {\displaystyle \mathbb {E} \left[|X|^{p}\right]<\infty }, де символ {\displaystyle \mathbb {E} } позначає математичне сподівання.
Нерівність Гельдера в цьому випадку має вигляд:
{\displaystyle \mathbb {E} |XY|\leq \left(\mathbb {E} |X|^{p}\right)^{1/p}\cdot \left(\mathbb {E} |Y|^{q}\right)^{1/q},\quad \forall X\in L^{p},Y\in L^{q}.}